# María Mocholí García
María Mocholí García, (Valencia, 21 de diciembre de 1984) es una actriz española. Empezó a estudiar interpretación en Valencia en 2003, en la OFF Escuela de Teatro, cine y TV, realizando varios cortometrajes y participando en el largometraje A Ras del suelo. Una vez terminada su diplomatura en Valencia, decide marchar a Madrid para abrirse nuevos caminos. Se formó como actriz en la Escuela de interpretación Cristina Rota entre los años 2006 y 2010. Durante estos años participa como práctica y coordinación en la sala Mirador con La katarsis del tomatazo.

## Trayectoria profesional

### Cine
- Gafas de ver, (Postproducción 2016), dirigida por Manu Ochoa, de MapaNubloFilms.
- Amor verdadero, (2013), dirigida por Manu Ochoa, de MapaNubloFilms.
- Las 5 Crisis del Apocalipsis, (2012), dirigida por Manu Ochoa, de MapaNubloFilms.
- La última secuencia, (Cortometraje 2016).
- Mensaje oculto, (Cortometraje, ECA, 2011).
- Píjate tú, (Cortometraje 2009).
- Pastillas para el mareo, (Cortometraje 2006).
- Travis, (Cortometraje 2006)

### Teatro
- Mostra al carrer, (Clausura festes 2015).
- 28º Edició monòlegs en Valencia, Alberic (2013).
- 27º Edició monòlegs en Valencia, Antella (2013).
- 26º Edició monòlegs en Valencia, Llombai (2013).
- La Katarsis del tomatazo, (2006 - 2010).
- La tempestad, (2005 - 2006).
- El círculo de tiza, (2004 - 2005).
- Así que pasen cinco años, (2003 - 2004).
- Timón de Atenas, (2003 - 2004).

### Publicidad
- Campaña champú Zhan Ziyi, (2006).

### Otros
- Ballet Eva Yerbabuena. figuración;
- Master class impartida por Achero Mañas;
- Principiantes absolutos (monólogos de humor);
- "3ª edición VEO" (Valencia);
- Curt Ficcions (Barcelona).